# Il'ja Sadygov
Il'ja Tufanovič Sadygov (in russo Илья Туфанович Садыгов?; azero: lya Tufan oğlu Sadıqov; Chimki, 29 settembre 2000) è un calciatore russo, attaccante del Serik.

## Carriera
Dopo gli inizi di carriera presso squadre militanti nella terza serie russa, il 24 giugno 2021 viene acquistato a titolo definitivo dal Chimki. Debutta in Prem'er-Liga il 16 agosto 2021 in occasione dell'incontro perso 3-0 contro il Soči.

## Statistiche

### Presenze e reti nei club
Statistiche aggiornate al 12 dicembre 2021.
| Stagione        | Squadra            | Campionato      | Campionato | Campionato | Coppe nazionali | Coppe nazionali | Coppe nazionali | Coppe continentali | Coppe continentali | Coppe continentali | Altre coppe | Altre coppe | Altre coppe | Totale | Totale |
| Stagione        | Squadra            | Comp            | Pres       | Reti       | Comp            | Pres            | Reti            | Comp               | Pres               | Reti               | Comp        | Pres        | Reti        | Pres   | Reti   |
| --------------- | ------------------ | --------------- | ---------- | ---------- | --------------- | --------------- | --------------- | ------------------ | ------------------ | ------------------ | ----------- | ----------- | ----------- | ------ | ------ |
| 2019-2020       | Olimp Chimki       | PPF             | 16         | 2          | CR              | 1               | 0               |                    | -                  | -                  |             | -           | -           | 17     | 2      |
| 2020-2021       | Olimp-Dolgoprudnyj | PPF             | 23         | 4          | CR              | 2               | 0               |                    | -                  | -                  |             | -           | -           | 25     | 4      |
| 2021-2022       | Chimki             | PL              | 4          | 0          | CR              | 2               | 0               |                    | -                  | -                  |             | -           | -           | 6      | 0      |
| Totale carriera | Totale carriera    | Totale carriera | 43         | 6          |                 | 5               | 0               |                    | -                  | -                  |             | -           | -           | 48     | 6      |

## Palmarès

### Club

#### Competizioni nazionali
- Pervaja Liga: 1

Chimki: 2023-2024